# Alexander Graser
Alexander Graser (* 28. November 1970 in Bonn) ist ein deutscher Rechtswissenschaftler und Hochschullehrer. Er ist Inhaber des Lehrstuhls für Öffentliches Recht und Politik, insbesondere europäisches und internationales Recht sowie Rechtsvergleichung an der Universität Regensburg.

## Akademische Laufbahn
Alexander Graser absolvierte sein Studium der Rechtswissenschaften an den Universitäten Konstanz und Oxford. Anschließend erwarb er einen Master of Laws (LL.M.) an der Harvard Law School. Seine Promotion und Habilitation für die Fächer Öffentliches Recht, Rechtsvergleichung, Rechtssoziologie und Rechtstheorie schloss er an der Ludwig-Maximilians-Universität München (LMU) ab.
Vor seiner Berufung nach Regensburg im Jahr 2010 war Graser von 2006 bis 2011 als Professor für Vergleichendes Öffentliches Recht und Sozialpolitik (Professor of Comparative Public Law and Social Policy) an der Hertie School of Governance in Berlin tätig. Davor arbeitete er als wissenschaftlicher Referent am Max-Planck-Institut für ausländisches und internationales Sozialrecht in München.

## Forschungsschwerpunkte
Die Forschung von Alexander Graser konzentriert sich auf das vergleichende Verfassungsrecht, das Recht der Europäischen Union und den internationalen Menschenrechtsschutz. Weitere Schwerpunkte sind die EU-Erweiterung und -Reform, strategische Prozessführung (Strategic Litigation) sowie Rechtstransfers. In seiner Forschung widmet er sich zudem spezifischen regionalen Kontexten wie Zentralasien und dem Südkaukasus.
An der Universität Regensburg hat er maßgeblich an der Gründung und dem Aufbau der Refugee Law Clinic (RLC) Regensburg mitgewirkt. Dieses Projekt bietet Studierenden die Möglichkeit, praktische Erfahrungen in der Beratung von Geflüchteten und Migranten zu sammeln. Aus der RLC entwickelte sich die Strategic Litigation Unit (SLU), die sich mit komplexen und grundlegenden Rechtsfällen befasst, um strategisch relevante Gerichtsentscheidungen zu erwirken.

## Mitgliedschaften und weitere Tätigkeiten
Neben seiner Lehrtätigkeit in Regensburg ist Alexander Graser als Fellow an der Hertie School in Berlin affiliiert. Er ist zudem Principal Investigator an der Graduiertenschule für Ost- und Südosteuropastudien, einer gemeinsamen Einrichtung der LMU München und der Universität Regensburg im Rahmen der Exzellenzinitiative. Des Weiteren ist er Mitglied des Direktoriums des „Europaeums – Ost-West-Zentrum der Universität Regensburg“ und Fachmentor im Max-Weber-Programm der Studienstiftung des deutschen Volkes.

## Ausgewählte Publikationen
Graser hat zahlreiche Monographien, Sammelbände und Fachartikel veröffentlicht. Zu seinen bedeutenden Werken gehören seine Habilitationsschrift Gemeinschaften ohne Grenzen? Zur Dekonzentration der rechtlichen Zugehörigkeiten zu politischen Gemeinschaften und seine Dissertation Dezentrale Wohlfahrtsstaatlichkeit im föderalen Binnenmarkt? Er ist zudem Mitherausgeber verschiedener Bände zu Themen wie strategische Prozessführung, Recht und Globalisierung sowie Menschenrechte.